# 헤르만 로체
루돌프 헤르만 로체(/ˈloʊtsə/; de; 1817년 5월 21일 – 1881년 7월 1일)는 독일의 철학자이자 논리학자이다. 그는 의학 학위도 가지고 있었고 생물학에 능통했다. 그는 물리적 세계가 역학 법칙과 관계에 의해 지배된다면, 우주의 발전은 세계 정신의 기능으로 설명될 수 있다고 주장했다. 그의 의학 연구는 과학적 심리학 분야의 선구적인 작업이었다.

## 생애
로체는 작센 왕국의 바우첸에서 의사의 아들로 태어났다. 그는 치타우의 김나지움에서 교육을 받았고, 고전 작가들에 대한 지속적인 애정을 가지고 있었으며, 중년에는 소포클레스의 안티고네를 라틴어 운문으로 번역하여 출판하기도 했다.
그는 라이프치히 대학교에 철학과 자연과학 학생으로 입학했지만, 17세 때 공식적으로 의대생으로 등록했다. 로체의 초기 연구는 주로 두 가지 뚜렷한 관심사에 의해 좌우되었다. 첫 번째는 E. H. 베버, 알프레트 빌헬름 폴크만, 구스타프 페히너의 지도하에 수학 및 물리 연구에 기반을 둔 과학적 관심이었다. 다른 하나는 사변적 유신론자 크리스티안 헤르만 바이제의 보살핌 아래 발전된 그의 미학적, 예술적 관심이었다. 바이제는 또한 그의 후기 반심리학적 접근 철학사에도 영향을 미쳤다. 그는 과학과 요한 고틀리프 피히테, 프리드리히 빌헬름 요제프 셸링, 게오르크 빌헬름 프리드리히 헤겔의 독일 관념론 모두에 매료되었다.
로체의 첫 작품은 그의 학위논문인 《미래 생물학의 철학적 원리에 대하여》(De futurae biologiae principibus philosophicis)로, 1838년 7월에 의학 박사 학위를 취득했다. 1840년에는 학위논문 《연속체의 합에 대하여》(De summis continuorum)로 철학 박사 학위를 취득했다. 그는 그의 철학 체계의 기초를 《형이상학》(Metaphysik, 라이프치히, 1841)과 《논리학》(Logik, 1843)에 놓았는데, 이들은 그가 라이프치히 대학교의 주니어 강사로 재직하던 중 출판된 짧은 책들이었으며, 이후 그는 요한 프리드리히 헤르바르트의 뒤를 이어 괴팅겐 대학교의 철학 교수로 자리를 옮겼다.
그의 초기 두 권의 책은 대중의 주목을 받지 못했다. 그는 인간 유기체의 물리적 및 정신적 현상에 대한 연구를 확립하려는 일련의 작업을 통해 더 넓은 독자들에게 처음 알려졌다. 그는 무기 현상 조사에 채택되었던 것과 동일한 일반 원리를 적용했다. 이 후기 작품들은 정상 및 질병 상태의 인간 유기체를 다루었다. 여기에는 그의 《기계적 자연과학으로서의 일반 병리학 및 치료법》(Allgemeine Pathologie und Therapie als mechanische Naturwissenschaften, 1842년, 2판 1848년), 루돌프 바그너의 《생리학 핸드북》(Handwörterbuch der Physiologie)에 실린 "생명력"(Lebenskraft, 1843) 및 "영혼과 영혼의 삶"(Seele und Seelenleben, 1846) 기사, 그의 《신체적 삶의 일반 생리학》(Allgemeine Physiologie des Körperlichen Lebens, 1851), 그리고 그의 《의학 심리학 또는 영혼의 생리학》(Medizinische Psychologie oder Physiologie der Seele, 1852)이 포함된다.
로체가 이러한 작품들을 출판했을 때, 의학 과학은 여전히 셸링의 자연철학의 영향을 받고 있었다. 외부 사물이 지배되는 역학 법칙은 무기 세계에서만 유효하다고 여겨졌다. 기계론은 모든 현상 A가 다른 현상 B, C, D와 연결되는 변경 불가능한 연결이었으며, 그것이 뒤따르든 선행하든 마찬가지였다. 기계론은 이 세상의 사건들이 주조되는 가혹한 형태이자 그에 의해 연결되는 형태였다. 이 글들의 목적은 기계론의 모든 영역에 걸친 규칙을 확립하는 것이었다. 그러나 자연에 대한 기계론적 관점은 유물론적 관점과 동일하지 않다. 위에서 언급된 작품들 중 마지막에서는 우리가 정신과 정신과 신체 사이의 관계를 어떻게 고려해야 하는지에 대한 질문이 길게 논의된다. 그 답은 우리가 정신을 비물질적인 원리로 간주해야 하지만, 정신이 신체에 미치는 작용과 그 반대의 작용은 순전히 기계적이며, 심리-물리적 기계론의 고정된 법칙에 의해 지시된다는 것이다.
로체의 이러한 교리들은 기계론의 본질에 관한 철학적 질문에 대한 해결책을 포함하지 않는다는 명확하고 반복적인 유보와 함께 선포되었음에도 불구하고, 많은 사람들에게는 철학자의 마지막 말, 셸링의 망상과 헤겔의 관념론적 이론에 대한 결정적인 거부로 여겨졌다. 현대 독일 유물론 학파가 절정에 달했던 시기에 출판되었던 로체의 이 작품들은 경험론의 반대 진영에 편입되었다.
그가 겪었던 오해들로 인해 로체는 작은 논쟁적인 팸플릿(Streitschriften, 1857)을 출판하게 되었는데, 여기서 그는 두 가지 오류를 바로잡았다. 헤겔의 형식주의에 대한 그의 반대는 어떤 이들이 그를 유물론 학파와 연관시키고, 다른 이들은 그를 헤르바르트의 추종자들 중 하나로 간주하게 만들었다. 로체는 자신이 헤르바르트 학파에 속한다는 것을 부인했다. 그러나 그는 라이프니츠의 단자론이 헤르바르트의 가르침과 자신의 견해의 선구자로 간주될 수 있음을 인정했다.

## 철학적 작업
로체는 라이프니츠, 칸트, 헤겔의 관념론적, 합리론적 유산과 실재에 대한 새로운 유물론 및 과학적 해석 사이의 혁명 후 전환기에 활동했다.
그는 관찰의 넓은 영역 어디에서나 세 가지 뚜렷한 영역을 발견한다고 믿었다. 사실의 영역, 법칙의 영역, 가치 기준의 영역이 그것이다. 이 세 영역은 우리의 생각 속에서만 분리될 뿐, 현실에서는 분리되지 않는다. 완전한 이해는 사실의 세계가 법칙을 통해 도덕적, 미학적 가치라는 더 높은 기준이 실현되는 장이라는 확신을 통해 얻어진다. 이러한 연합은 그에게는 개인적인 신의 개념을 통해서만 이해 가능하며, 신은 세상의 창조와 보존에 있어서 자신의 작업의 목적이 달성되는 자연적인 작동을 통해 특정 형태와 법칙을 자발적으로 선택했다.
로체는 목적론적 관념론이라는 견해를 제안했는데, 그 중심 원리는 텔레오메카니즘 원리이다. 이는 논리학, 형이상학, 과학에서 기계론이 목적론과 양립 가능하다는 생각이다.
로체의 강의는 폭넓은 분야를 다루었다. 그는 매년 심리학과 논리학에 대한 강의를 했고 (후자는 철학 연구 전체에 대한 개요, 철학 백과사전 Encyclopädie der Philosophie를 포함), 그 후에는 더 긴 간격으로 형이상학, 자연철학, 예술철학, 종교철학에 대한 강의를 했으며, 드물게 철학사와 윤리학에 대한 강의도 했다. 이 강의들에서 그는 자신의 독특한 견해를 보다 엄격한 형태로 설명했으며, 생애 마지막 10년 동안 그는 이러한 강좌의 내용을 그의 《철학 체계》(System der Philosophie)에 담았는데, 이 중 두 권만 출판되었다 (제1권 《논리학》, 1판 1874년, 2판 1880년; 제2권 《형이상학》, 1879년). 제3권이자 마지막 권은 실천 철학, 예술 철학, 종교 철학의 주요 문제들을 보다 간결한 형태로 다루기로 되어 있었지만, 그의 죽음 전에 완성되지 못했다.
그에게 순전히 형식적인 문제는 우리 일반 문화의 흩어진 생각들을 통합하고 조화를 이루려고 노력하는 것이었다. 그는 특히 여러 과학들의 초기 전제와 조건이 되는 개념들을 조사하고, 그 적용의 한계를 정하고자 했다.
이러한 조사는 자연스럽게 세 부분으로 나뉜다. 첫 번째 부분은 다음과 같이 다룬다.
- 우리가 사물에 대해 생각할 때 필연적으로 사용해야 하는, 우리의 마음에 있는 불가피한 형태나 법칙들(형이상학). 두 번째 부분은
- 사실의 거대한 영역에 전념하여, 형이상학의 결과를 이 사실들에, 특히 외부 현상과 정신 현상이라는 두 가지 큰 영역(우주론과 심리학)에 적용하려고 시도한다. 세 번째 부분은
- 우리가 미학적 또는 윤리적 승인이나 불승인을 내리는 가치 기준들을 다룬다.

그의 목표는 법칙, 사실, 가치 기준이 하나의 포괄적인 관점으로 어떻게 결합될 수 있는지에 대한 일반적인 개념을 형성하는 것이었다.
다양한 사물로 이루어진 세상이 우리를 둘러싸고 있으며, 우리가 세상을 정확하거나 부정확하게 묘사하는 개념들 또한 이미 형성되어 있다. 이제 해야 할 일은 그런 세상이 어떻게 존재하게 되었는지, 또는 우리가 그러한 개념들을 어떻게 형성하게 되었는지를 설명하는 것이 아니라, 일관되지 않고 충돌하는 추상적인 개념들을 제거하거나, 그것들을 수정하고 정의하여 일관되고 조화로운 관점을 구성하도록 하는 것이다.
사물들의 진행과 연결은 존재의 다수성을 가정해야만 생각할 수 있는데, 그 실재성(우리의 지식과 구별되는)은 오직 수많은 관계로만 파악될 수 있다. 다른 사물들과 관계를 맺는 이 속성이 사물에 그 실재성을 부여하는 것이다. 그리고 이 실재성의 본질은 고정되고 단단한 실체로도, 변경 불가능한 어떤 것으로도 일관되게 나타낼 수 없으며, 단지 끊임없이 변화하는 사건이나 인상의 고정된 반복 질서로만 나타낼 수 있다. 존재하는 사물 자체와 그 변화하는 위상들은 어떤 내적 연결 속에 있어야 하며, 스스로 능동적이거나 수동적이어야 하고, 행하거나 겪을 수 있어야 한다.
왜 자연과학에서 비롯된 보편적인 개념, 즉 다양한 사물들을 지배하는 법칙 체계라는 개념을 곧바로 해석하고 이해시키려 하지 않는가? 그러나 이 개념을 완전히 명확하고 사고 가능하게 만들려 할 때, 우리는 사물들의 연결을 보편적인 실체로 나타낼 수밖에 없게 된다. 이 실체의 본질은 모든 것의 밑바탕에 깔려 있고 그 자체로 모든 것을 연결하지만, 지각할 수 없으며, 우리가 사물이라고 부르는 그것이 우리에게 생산하는 인상을 통해서만 우리에게 알려지는 법칙 체계로 파악된다. 우리가 외부의 물질적 사물로부터 독립성을 박탈하고, 오직 그 작용을 통해서만 우리에게 나타날 수 있는 보편적인 실체를 통해 연결된 존재만을 부여한다면, 실생활뿐만 아니라 과학도 동일하게 봉사된다. 그는 우리가 물질적 사물들을 과학적으로 발견한 것을 거슬러 올라가, 이 과학을 통해 그것들에게 실재성을 부여한 문화로, 궁극적으로 이 문화를 확립한 가치로 거슬러 올라갔다. 이 방법은 "회귀 분석"으로 알려져 있다.
로체의 역사적 위치는 매우 흥미롭다. 그가 헤르바르트의 추종자가 아니라고 주장함에도 불구하고, 그의 형식적인 철학의 정의와 형이상학의 대상에 대한 그의 개념은 헤르바르트의 그것과 유사하다. 헤르바르트는 철학을 경험을 통해 주어진 개념들을 재구성하려는 시도로 정의한다. 이러한 노력에서 그는 객관적이고 절대적인 지식을 목표로 했던 요한 고틀리프 피히테, 프리드리히 빌헬름 요제프 셸링, 게오르크 빌헬름 프리드리히 헤겔의 철학에 대항하고, 모든 인간 지식의 타당성을 결정하는 것을 목표로 했던 칸트의 비판철학에도 대항한다.
그러나 관념론자들에게 사유의 대상일 뿐이었던 절대적인 것은 로체에게는 엄격한 철학적 언어로 정의될 수 없다. 인간 마음의 열망, 우리의 감정과 욕구의 내용, 예술의 목적과 종교적 신념의 원리는 절대적인 공허한 관념에 의미를 부여하기 위해 파악되어야 한다. 이러한 신성한 정신의 발현은 (헤겔이 그랬듯이) 개인, 사회, 역사 속에서 인간 정신의 성장을 사변적 도식주의의 단조로운 리듬으로 환원함으로써 추적하고 이해할 수 없다. 그 안에 있는 본질과 가치는 세부 사항을 연구하는 사람에게만 드러난다. 왜냐하면 실재는 철학보다 더 크고 넓기 때문이다. "하나가 어떻게 많을 수 있는가"라는 문제는 우리를 둘러싼 삶과 경험의 수많은 예시 속에서만 우리에게 해결되며, 우리는 이에 대해 평생 관심을 유지해야 하고, 이는 모든 유용한 인간 작업의 진정한 영역을 구성한다.
용어와 추상적인 개념의 공허함, 그리고 개별적인 삶의 충만함에 대한 이러한 확신은 로체가 자신의 저서에서 독일 철학 사상이 위대한 창시자 라이프니츠 사망 이후 움직여왔던 두 가지 흐름을 결합하게 만들었다. 우리는 이 흐름들을 비전적과 대중적이라는 용어로 정의할 수 있다. 전자는 모든 것을 체계화하고 우리의 모든 지식을 이해할 수 있는 원리로 환원하려는 학문적 탐구였다. 이러한 시도는 라이프니츠 철학의 더 깊은 의미를 놓쳤다. 후자는 레싱, 빙켈만, 괴테, 실러, 헤르더와 같은 고전 시대의 위대한 작가들의 작품에서 볼 수 있는, 체계화되지 않은 일반 문화의 철학이었다. 이들 모두는 어느 정도 라이프니츠에게 빚을 지고 있음을 표현했다. 로체는 철학을 강의실에서 삶의 장터로 가져온 사람이라고 할 수 있다. 각 접근 방식의 강점을 이해하고 결합함으로써 그는 라이프니츠의 진정한 계승자가 되었다.
로체가 살고 글을 썼던 독일의 시대는 그가 취한 입장을 제대로 이해하지 못했다. 그는 종종 오해받았지만 드물게 비판받았고, 그럼에도 불구하고 크게 존경받았으며, 헌신적인 청중들이 그의 말을 경청했고 점점 더 많은 독자들이 그의 글을 읽었다. 그러나 이 독자층은 결코 하나의 철학 학파로서의 통일성을 달성하지 못했다.

## 작품

### 라틴어 및 독일어 작품
- De futurae biologiae principiis philosophicis (1838). Kleine Schriften, 1885 재수록. 1권, 1–25쪽
- De summis continuorum (1840).
- Gedichte (1840).
- Metaphysik (1841). Google (Oxford)
- Allgemeine Pathologie und Therapie als mechanische Naturwissenschaften (1842). 2판, 1848. Google (Harvard)
- Logik (1843). Google (NYPL) 2판, 1880.
- Ueber den Begriff der Schönheit (1845). 재인쇄, 1847. Google (Oxford)
- Allgemeine Physiologie des körperlichen Lebens (1851). Google (Harvard)
- Medicinische Psychologie oder Physiologie der Seele (1852). Google (Oxford) Google (UMich)
- Mikrokosmus: Ideen zur Naturgeschichte und Geschichte der Menschheit (1856–64). 2판, 1868–72. 4판, 1884–88.
  - 1권, 1856. Google (Oxford) Google (UMich)
  - 2권, 1858. Google (Oxford) Google (UMich) Google (NYPL)
  - 3권, 1864. Google (Oxford) Google (NYPL)
- Streitschriften (1857). Google (Harvard)
- Geschichte der Aesthetik in Deutschland (1868). Google (Oxford)
- System der Philosophie.
  - 1부. Logik: Drei Bücher (1874). Google (Oxford) Google (UMich) Google (UWisc). 2판, 1880.
  - 2부. Metaphysik: Drei Bücher (1879). 2판, 1884.
- Geschichte der deutschen Philosophie seit Kant (1882). 2판, 1894. Google (UWisc)
- Grundzüge der Psychologie (1881). Google (Harvard) 2판, 1882. Google (Oxford)
- Grundzüge der Naturphilosophie (1882). Google (Oxford)
- Grundzüge der praktischen Philosophie (1882). 2판, 1884. Google (UCal)
- Grundzüge der Religionsphilosophie (1883). 2판, 1884. Google (Oxford)
- Grundzüge der Logik und Encyclopädie der Philosophie (1883). 2판, 1885. Google (UCal)
- Grundzüge der Metaphysik (1883). Google (Oxford)
- Grundzüge der Aesthetik (1884).
- Kleine Schriften (1885–91).
  - 1권, 1885. Google (Oxford) Google (Stanford) Google (UWisc)
  - 2권, 1886. Google (Harvard)
  - 3권, 1891. Google (UWisc)

### 영어 번역본
로체의 철학 개요
- - 1부. Outlines of Metaphysic (1884). IA (UCal) IA (UVictoria) 1886. Google (UMich)
  - 2부. Outlines of the Philosophy of Religion (1885). Google (UWisc)
    - 재인쇄, 1886. IA (OISE) 1895. IA (St. Michael's) 1901. Google (UWisc)

  - 3부. Outlines of Practical Philosophy (1885). Google (UCal)
  - 4부. Outlines of Psychology (1886). Google (UMich) IA (UToronto)
  - 5부. Outlines of Aesthetics (1886). Google (UMich) IA (UToronto)
  - 6부. Outlines of Logic (1887). Google (UMich) IA (UToronto) 1892. Google (Harvard)

로체의 철학 체계
- - 1부. Logic: In Three Books (1884). Google (Oxford) IA (State Central) IA (UToronto).
    - 2판, 1888. 1권. IA (St. Basil's) IA (UIllinois) IA (Osmania) Google (Stanford)
    - 2판, 1888. 2권. IA (St. Basil's) IA (UIllinois).

  - 2부. Metaphysic: In Three Books (1884). Google (Oxford) IA (State Central) IA (UToronto)
    - 2판, 1887. 1권. IA (Osmania) Google (Harvard)
    - 2판, 1887. 2권. IA (Osmania)

기타 작품
- Microcosmus: An Essay Concerning Man and His Relation to the World (1885).
  - 1권. IA (Union) 2판, 1887. IA (UCal) IA (KCPL) 3판, 1888. Google (Harvard) IA (St. Michael's)
  - 2권. IA (Union) 2판, 1887. IA (UCal) 3판, 1888.Google (Harvard) IA (St. Michael's)

## 같이 보기
- 생물학의 목적론

## 참고 문헌
- William R. Woodward, Hermann Lotze: An Intellectual Biography, Cambridge University Press, 2015.
- Michele Vagnetti, Hermann Lotze on the mind-body problem and the 19th century philosophy and psychology: with special attention to William James, Dissertation: Universität Paderborn, 2020.
- 본 문서에는 현재 퍼블릭 도메인에 속한 브리태니커 백과사전 제11판의 내용을 기초로 작성된 내용이 포함되어 있습니다.